# صحنه‌های کودکی

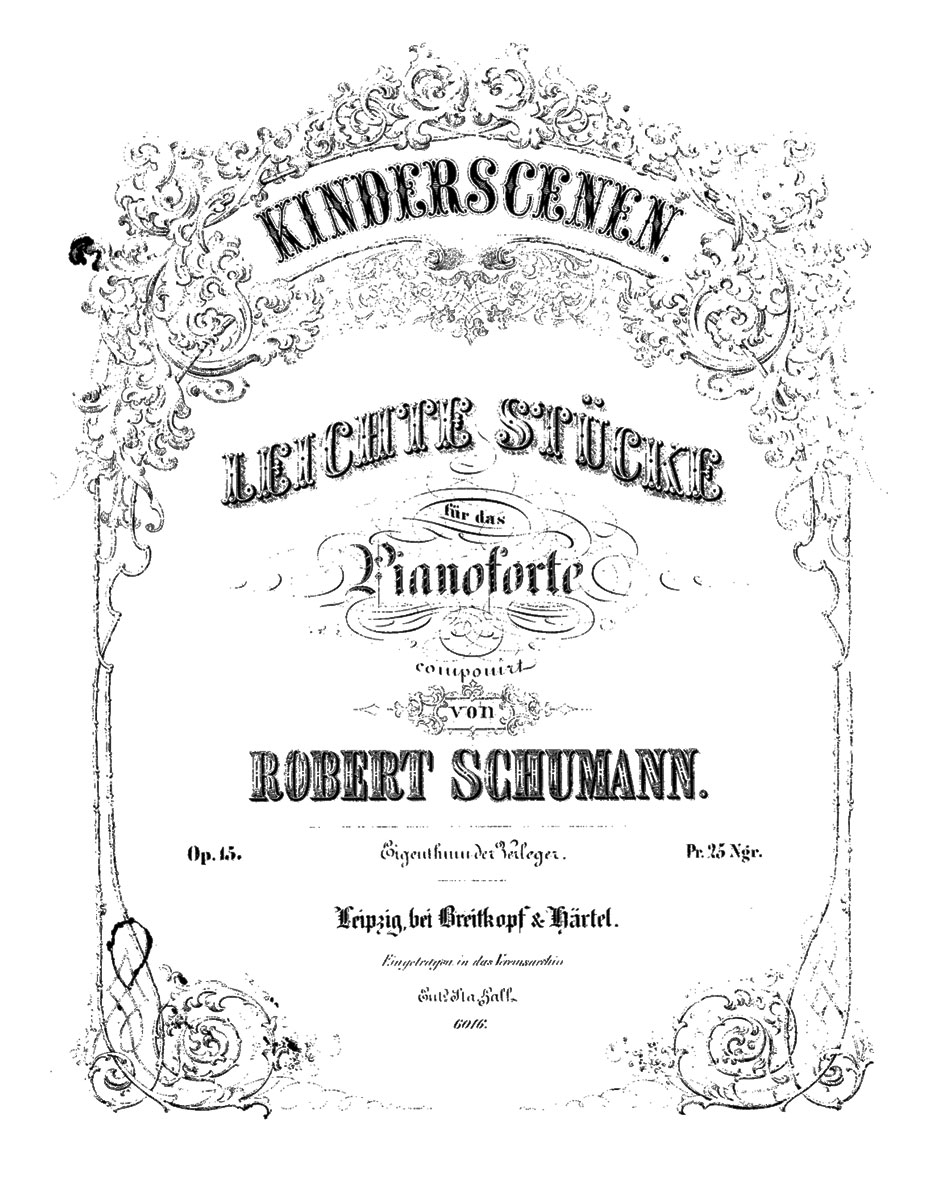
صفحهٔ نخست از نخستین ویرایش صحنه‌های کودکی

صحنه‌های کودکی (به آلمانی: Kinderszenen)، اپوس ۱۵، مجموعهٔ ۱۳ قطعهٔ کوتاه و ساده برای پیانو است که توسط روبرت شومان در سال ۱۸۳۸ نوشته شده‌است. شومان این قطعه‌ها را با یادآوری کودکی خود و محبوبش کلارا ویک نوشته‌است.

## تاریخچه
روبرت شومان صحنه‌های کودکی را دو سال پیش از ازدواج با کلارا تصنیف کرد. کلارا در آن زمان برای اجرا در یک تور موسیقی، خارج از لایپزیگ به‌سر می‌برده‌است. شومان در نامه‌ای به کلارا در تاریخ ۱۷ مارس ۱۸۳۸، از ۳۰ قطعه که به‌تازگی تصنیف کرده بود سخن گفته و دوازده قطعه از آن‌ها را صحنه‌های کودکی نامیده‌است. شومان در همان نامه، به هر قطعه نامی جداگانه اختصاص داده‌است. از نامهٔ دیگری که در تاریخ ۱۳ آوریل ۱۸۳۸ به کلارا نوشته شده‌است چنین برداشت می‌شود که شومان هنوز مشغول کار بر روی این قطعه‌ها بوده‌است. او در نهایت، ۱۳ قطعه را صحنه‌های کودکی نام نهاد.
شومان در ۳ اوت ۱۸۳۸ در نامه‌ای به کلارا صحنه‌های کودکی را «ملایم، صمیمی، و شاد مانند آیندهٔ خودمان» توصیف کرد. کلارا که قطعه‌ها را پسندیده بود، آن‌ها را در نامه‌ای به شومان در ۲۱ مارس ۱۸۳۹ «تنها متعلق به خودمان» نامید.

## موومان‌ها
| نام                                                               | کلید         | پخش |
| ----------------------------------------------------------------- | ------------ | --- |
| ۰1. Von fremden Ländern und Menschen ۰۰.از سرزمین‌ها و مردم بیگانه | سل ماژور     |     |
| ۰2. Kuriose Geschichte ۰۰.داستان کنجکاوی                          | ر ماژور      |     |
| ۰3. Hasche-Mann ۰۰.قایم‌باشک                                       | سی مینور     |     |
| ۰4. Bittendes Kind ۰۰.کودک مدافع                                  | ر ماژور      |     |
| ۰5. Glückes genug ۰۰.به اندازهٔ کافی شاد                           | ر ماژور      |     |
| ۰6. Wichtige Begebenheit ۰۰.رویدادی مهم                           | لا ماژور     |     |
| ۰7. Träumerei ۰۰.رؤیابافی                                         | فا ماژور     |     |
| ۰8. Am Kamin ۰۰.کنار بخاری                                        | فا ماژور     |     |
| ۰9. Ritter vom Steckenpferd ۰۰.شوالیهٔ اسب چوبی                    | دو ماژور     |     |
| 10. Fast zu ernst ۰۰.تقریباً خیلی جدی                              | سل دیز مینور |     |
| 11. Fürchtenmachen ۰۰.وهم‌انگیز                                    | می مینور     |     |
| 12. Kind im Einschlummern ۰۰.کودک می‌خسبد                          | می مینور     |     |
| 13. Der Dichter spricht ۰۰.شاعر سخن می‌گوید                        | سل ماژور     |     |

## یادداشت
1. ↑  نام اصلی: Curiose Geschichte
2. ↑  نام اصلی: Am Camin